# А-242
А-242 (метил-(бис(диэтиламино)метилен)амидофторфосфонат, англ. 1,1,3,3-Tetraethyl-2-[fluoro(methyl)phosphoryl]guanidine) — нервно-паралитическое отравляющее вещество, один из пяти «Новичков», которые предположительно разрабатывались в качестве боевых отравляющих веществ в СССР и России в период с начала 1970-х по начало 1990-х годов, согласно книге Мирзаянова 2008 года. При этом в более ранней работе Мирзаянова (1995) и в других работах до 2008 года, это вещество если и упоминается в числе отравляющих веществ «Новичок», то под другим названием: например, в этих публикациях фигурирует «Новичок-5», который иногда отождествляют с А-242. Другие авторы отождествляют с «Новичком»-5 другое вещество (А-232). Кроме рассказа Мирзаянова о  «Новичках», нет никаких данных о том, что эти вещества когда-либо были синтезированы в СССР или России. Даже если программа «Новичок» описывается как  реальная советская разработка бинарного химического оружия, обычно перечисляют в связи с этой программой вещества А-230, А-232, А-234, но не А-242.

## Химические свойства и токсичность
Фторфосфорорганическое азоторганическое вещество, твёрдый аналог другого амидофторфосфоната А-230, входящего в пункт А13 Списка 1 запрещённых веществ ОЗХО, в котором радикал диэтилацетамидина заменён на радикал гуанидина. Мирзаянов называет вещество А-242 «сверхвысокотоксичным». Хотя, согласно расчётным данным в открытой литературе, эта оценка сильно завышена, всё же токсичность А-242 (ЛД50=0,49 мг/кг для человека перорально) выше, чем у других «Новичков», и приближается судя по тем же оценкам, к токсичности советского аналога нервно-паралитического вещества VX (ЛД50=0,34 мг/кг).

## Включение в Список 1 ОЗХО
24-я Конференция государств—участников Конвенции о химическом оружии 27 ноября 2019 года приняла рекомендованное предложение США, Канады и Нидерландов о расширении Списка 1. Вместе с тем одновременно было частично принято ранее отклонявшееся альтернативное предложение Российской делегации, которое предлагало отдельным пунктом включить в Список 1 вещество А-242 :
Вещество, включенное по предложению России в Список 1 под номером 15:
15) Метил-(бис(диэтиламино)метилен)амидофторфосфонат   (2387496-14-0).
В 2019 году американские эксперты по проблеме химического оружия рекомендовали включить вещество А-242 и его аналоги в Список 1 ОЗХО.

## Синтез
Известна публикация по синтезу химически очень близкого к А-242 вещества. При синтезе метилфосфонилдифторида и тетраметилгуанидина в работе иранских учёных было описано получение метил-(бис(диметиламино)метилен) амидофторфосфоната, который отличается от А-242 только заменой четырёх этильных групп на метильные. Чтобы связать образующуюся в качестве побочного продукта соляную кислоту, в схему синтеза вводилось органическое основание, триэтиламин:
{\displaystyle {\ce {CH3POF2 + HNC(N(CH3)2)2 + N(C2H5)3 ->}}}
{\displaystyle {\ce {->CH3P(POF)NC(N(CH3)2)2 + (C2H5)3N.HF}}}
Более того, единственная опубликованная формулировка исходного предложения Российской Федерации о расширении Списка 1 охватывала и А-242, и вещество, синтезированное в иранской публикации.